# Pat Connaughton
Patrick Bergin Connaughton (* 6. Januar 1993 in Arlington, Massachusetts) ist ein US-amerikanischer Basketballspieler, der bei den Milwaukee Bucks in der NBA unter Vertrag steht. Er spielt auf der Position des Shooting Guards. Außerdem ist er als Baseballspieler bei den Baltimore Orioles in der Minor League Baseball aktiv.

## Highschool und College
Pat Connaughton besuchte die St. John's Preparatory School in Danvers, Massachusetts, wo er in drei Sportarten Talent zeigte. Er war der Quarterback der American-Football-Mannschaft und bekleidete verschiedene Positionen in den Basketball und Baseball-Teams der Highschool. Zu Beginn erhielt er ausschließlich Angebote für Baseball-Stipendien. Nachdem er jedoch bei einem Basketballturnier der Amateur Athletic Union in Orlando, Florida überragende Leistungen zeigte, bekam er auch Angebote für die Basketball-Mannschaften diverser Universitäten zu spielen. Letztendlich entschied er sich für die University of Notre Dame, welche ihm erlaubte beide Sportarten auszuüben. Beim Basketballteam verbrachte Connaughton alle 4 Jahre am College und meldete sich danach für den NBA-Draft 2015 an. In seiner Senior-Saison konnte er mit seinem Team den Titel in der Atlantic Coast Conference gewinnen.

## NBA
Beim Draft wurde er an 41. Stelle von den Brooklyn Nets ausgewählt. Kurze Zeit später wurde er jedoch gemeinsam mit Mason Plumlee zu den Portland Trail Blazers getradet. Im Gegenzug wechselten Steve Blake und Rondae Hollis-Jefferson zu den Nets. Am 9. Juli 2015 unterschrieb er einen Dreijahresvertrag bei der Franchise aus dem US-Bundesstaat Oregon. Sein NBA-Debüt gab er am 30. Oktober 2015 gegen die Phoenix Suns, wo er fünf Punkte erzielen konnte. In seiner Rookie-Saison 2015/16 bestritt er 34 Spiele für die Trail Blazers.
Am 13. April 2017 gelang ihm im letzten Spiel der Regular Season 2016/17 gegen die New Orleans Pelicans mit 19 erzielten Punkten ein neuer Karrierebestwert. In der darauffolgenden Saison 2017/18 erzielte er bereits im Eröffnungsspiel gegen die Phoenix Suns mit 24 Punkten seinen Saison- und Karrierebestwert. Das Spiel wurde mit 124:76 Punkten gewonnen und bedeutete damit die höchste Niederlage der Suns überhaupt.
In der Free Agency 2018 unterschrieb Connaughton einen Vertrag bei den Milwaukee Bucks. Dort etablierte er sich als wertvoller Rollenspieler und drang mit den Bucks in seiner ersten Saison 2018/19 in die Conference Finals vor.

## MLB
Im MLB Draft 2014 wurde er in der 4. Runde an 121. Stelle von den Baltimore Orioles ausgewählt.

## Karriere-Statistiken

### NBA

#### Reguläre Saison
| Saison  | Team      | GP  | GS | MPG  | FG % | 3P % | FT %  | RPG | APG | SPG | BPG | PPG |
| ------- | --------- | --- | -- | ---- | ---- | ---- | ----- | --- | --- | --- | --- | --- |
| 2015–16 | Portland  | 34  | 0  | 4.2  | .265 | .238 | 1.000 | 0.9 | 0.3 | 0.1 | 0.0 | 1.1 |
| 2016–17 | Portland  | 39  | 1  | 8.1  | .514 | .515 | .778  | 1.3 | 0.7 | 0.2 | 0.1 | 2.5 |
| 2017–18 | Portland  | 82  | 5  | 18.1 | .423 | .352 | .841  | 2.0 | 1.1 | 0.3 | 0.3 | 5.4 |
| 2018–19 | Milwaukee | 61  | 2  | 20.7 | .466 | .330 | .725  | 4.2 | 2.0 | 0.5 | 0.4 | 6.9 |
| 2019–20 | Milwaukee | 67  | 4  | 18.6 | .455 | .331 | .775  | 4.2 | 1.6 | 0.4 | 0.5 | 5.4 |
| 2020–21 | Milwaukee | 69  | 4  | 22.8 | .434 | .371 | .775  | 4.8 | 1.6 | 0.2 | 0.7 | 6.8 |
| 2021–22 | Milwaukee | 65  | 19 | 26.0 | .458 | .395 | .833  | 4.2 | 1.3 | 0.9 | 0.2 | 9.9 |
| 2022–23 | Milwaukee | 61  | 33 | 23.7 | .392 | .339 | .659  | 4.6 | 1.3 | 0.6 | 0.2 | 7.6 |
| 2023–24 | Milwaukee | 76  | 3  | 22.1 | .435 | .345 | .759  | 3.1 | 2.1 | 0.5 | 0.3 | 5.6 |
| Gesamt  | Gesamt    | 554 | 71 | 19.6 | .436 | .358 | .773  | 3.5 | 1.4 | 0.5 | 0.3 | 6.1 |

#### Play-offs
| Saison  | Team      | GP | GS | MPG  | FG % | 3P % | FT %  | RPG | APG | SPG | BPG | PPG  |
| ------- | --------- | -- | -- | ---- | ---- | ---- | ----- | --- | --- | --- | --- | ---- |
| 2015–16 | Portland  | 6  | 0  | 1.3  | .600 | .667 | .000  | 0.2 | 0.0 | 0.0 | 0.0 | 1.3  |
| 2016–17 | Portland  | 3  | 0  | 8.0  | .222 | .000 | 1.000 | 2.3 | 1.3 | 0.0 | 0.0 | 2.3  |
| 2017–18 | Portland  | 4  | 0  | 14.8 | .400 | .200 | 1.000 | 1.0 | 1.5 | 0.3 | 0.3 | 4.0  |
| 2018–19 | Milwaukee | 15 | 0  | 21.6 | .481 | .357 | .500  | 6.2 | 1.4 | 0.4 | 0.9 | 6.2  |
| 2019–20 | Milwaukee | 10 | 0  | 17.6 | .429 | .348 | 1.000 | 3.8 | 1.1 | 0.2 | 0.2 | 4.0  |
| 2020–21 | Milwaukee | 23 | 1  | 23.7 | .462 | .389 | .846  | 4.4 | 0.9 | 0.4 | 0.3 | 6.9  |
| 2021–22 | Milwaukee | 12 | 0  | 26.5 | .477 | .391 | 1.000 | 4.3 | 0.9 | 0.4 | 0.3 | 9.5  |
| 2022–23 | Milwaukee | 4  | 0  | 22.0 | .567 | .478 | .750  | 5.0 | 1.8 | 1.0 | 0.3 | 12.0 |
| 2023–24 | Milwaukee | 6  | 0  | 20.7 | .440 | .273 | 1.000 | 3.8 | 2.2 | 1.0 | 0.2 | 4.5  |
| Gesamt  | Gesamt    | 83 | 1  | 20.0 | .467 | .372 | .821  | 4.1 | 1.1 | 0.4 | 0.3 | 6.2  |